# North American XF-108 Rapier
North American XF-108 Rapier je bil koncept visokohitrostnega in visokovišinskega prestreznika z dolgim doletom. XF-108 naj bi letel s hitrostjo Mach 3 in bi imel bojni radij 1900 km brez dotakanja goriva. Glavni namen bi bil obramba pred sovjetskimi bombniki.
Projekt se prekinili preden so zgradili leteči prototip.

## Specifikacije(XF-108)
Podatki iz National Museum of the United States Air Force
Splošne karakteristike
- Posadka: 2
- Dolžina: 89,2 ft (27,2 m)
- Razpon kril: 57,4 ft (17,5 m)
- Višina: 22,1 ft (6,7 m)
- Površina kril: 1865 ft² (173,4 m²)
- Teža praznega letala: 50907 lb (23098 kg)
- Maks. vzletna teža: 102000 lb (46508 kg)
- Pogon letala: 2 × General Electric YJ93-GE-3AR turboreaktivna motorja z dodatnim zgorevanjem
  - Potisk motorjev (suh): 20900 lbf (93,0 kN)  vsak
  - Potisk motorjev z dodatnim zgorevanjem: 29300 lbf (130,3 kN) vsak

 Zmogljivost 
- Maks. hitrost: Mach 3+, 1980 mph (1720 vozlov, 3190 km/h)
- Doseg: 1271 milj (1104 nmi, 2033 km) bojni dolet
- Največji doseg: 2488 milj (2162 nmi, 4004 km)
- Višina leta: 80100 ft (24400 m)
- Obremenitev kril: 55,9 lb/ft² (183,4 kg/m²)
- Razmerje potisk/teža: 0,56

Oborožitev

- Strelno orožje: 4 x 20 mm topovi
- Izstrelki: 3 × Hughes GAR-9A raketa zrak-zrak v rotirajočem notranjem noslcu
- Bombe: 4000 lbs